# Super Best Spring Selection
『Super Best Spring Selection』（スーパー・ベスト・スプリング・セレクション）は、1997年2月19日に発売されたオフコース通算39作目の非監修ベスト・アルバム。

## 解説
本作は、オフコースが在籍していたエキスプレスからではなく、イーストワールドからリリースされた。
「僕の贈りもの」はアルバム『僕の贈りもの』のアルバム・ヴァージョン、「愛を止めないで」はベスト・アルバム『SELECTION 1978-81』のリミックス・ヴァージョンで、それぞれ収録されている。

## パッケージ、アートワーク
アルバムの帯には以下のキャッチコピーが記載されている。
本作は、オフコースが在籍していたエキスプレス・レーベルではなく、イーストワールド・レーベルからリリースされた。

## 収録曲
| - 作詞: 小田和正 1. 2. 4.〜12. 14.〜16. 18. 19. / 鈴木康博 13. / 松山猛 3. / 鈴木康博 · 大間仁世 17. - 作曲: 小田和正 1. 2. 4.〜12. 14.〜16. 18. 19. / 鈴木康博 13. 17. / オフコース 3. |                          |                     |            |                            |      |
| # | タイトル                 | 作詞                | 作曲・編曲 | 編曲                       | 時間 |
| 1. | 「愛を止めないで」       | 小田和正            | 小田和正   | オフコース                 | 3:39 |
| 2. | 「僕の贈りもの」         | 小田和正            | 小田和正   | オフコース、重実博、矢沢透 | 3:17 |
| 3. | 「めぐり逢う今」         | 松山猛              | オフコース | オフコース                 | 3:12 |
| 4. | 「眠れぬ夜」             | 小田和正            | 小田和正   | オフコース                 | 3:14 |
| 5. | 「あなたのすべて」       | 小田和正            | 小田和正   | オフコース                 | 3:50 |
| 6. | 「やさしさにさようなら」 | 小田和正            | 小田和正   | オフコース                 | 3:57 |
| 7. | 「こころは気紛れ」       | 小田和正            | 小田和正   | オフコース                 | 3:48 |
| 8. | 「雨の降る日に」         | 小田和正            | 小田和正   | オフコース                 | 2:51 |
| 9. | 「ワインの匂い」         | 小田和正            | 小田和正   | オフコース                 | 3:10 |
| 10. | 「愛の唄」               | 小田和正            | 小田和正   | オフコース                 | 4:13 |
| 11. | 「私の願い」             | 小田和正            | 小田和正   | オフコース                 | 3:36 |
| 12. | 「水曜日の午後」         | 小田和正            | 小田和正   | オフコース、重実博、矢沢透 | 2:47 |
| 13. | 「素敵なあなた」         | 鈴木康博            | 鈴木康博   | オフコース                 | 5:13 |
| 14. | 「倖せなんて」           | 小田和正            | 小田和正   | オフコース                 | 2:42 |
| 15. | 「思いのままに」         | 小田和正            | 小田和正   | オフコース                 | 4:42 |
| 16. | 「時に愛は」             | 小田和正            | 小田和正   | オフコース                 | 5:47 |
| 17. | 「君におくる歌」         | 鈴木康博、 大間仁世 | 鈴木康博   | オフコース                 | 4:32 |
| 18. | 「僕等の時代」           | 小田和正            | 小田和正   | オフコース                 | 3:49 |
| 19. | 「愛の中へ」             | 小田和正            | 小田和正   | オフコース                 | 5:45 |

## リリース一覧
| タイトル                    | 発売日         | 発売元                  | 形態 | 品番      | 備考                                                     |
| --------------------------- | -------------- | ----------------------- | ---- | --------- | -------------------------------------------------------- |
| Super Best Spring Selection | 1997年2月19日  | EASTWORLD ⁄ TOSHIBA EMI | CD   | TOCT-9809 | レーベルは色の異なるシリーズ共通のオリジナル・デザイン。 |
| Super Best Summer Selection | 1997年5月21日  | EASTWORLD ⁄ TOSHIBA EMI | CD   | TOCT-9865 | レーベルは色の異なるシリーズ共通のオリジナル・デザイン。 |
| Super Best Autumn Selection | 1997年8月20日  | EASTWORLD ⁄ TOSHIBA EMI | CD   | TOCT-9922 | レーベルは色の異なるシリーズ共通のオリジナル・デザイン。 |
| Super Best Winter Selection | 1997年10月29日 | EASTWORLD ⁄ TOSHIBA EMI | CD   | TOCT-9953 | レーベルは色の異なるシリーズ共通のオリジナル・デザイン。 |